# Fahrenheitstraat
De Fahrenheitstraat is een straat in Amsterdam-Oost. Parallel aan de Fahrenheitstraat loopt de Fahrenheitsingel, grens tussen De Wetbuurt en Tuindorp Amstelstation.

## Geschiedenis en ligging
De straat werd ingericht ten tijde dat het grondgebied toebehoorde aan de gemeente Watergraafsmeer. Een bouwondernemer kreeg van de gemeente toestemming hier rond 1900 een wijkje vol te bouwen; die bouwondernemer vroeg aan die gemeente alvast straatnamen te benoemen. Watergraafsmeer gaf de straat de naam De Wetstraat, daarbij werd ze vernoemd naar Christiaan de Wet. De bouwondernemer (vermoedelijk F. Bennink) begon vervolgens te bouwen maar schoot niet erg hard op. In langzaam tempo werd er vanaf de Weespertrekvaart gebouwd richting noordoosten. Op de kaart van het Uitbreidingsplan Gemeente Watergraafsmeer uit 1907 zijn alleen de eerste blokjes gebouwd en de straten zijn als het ware afgekapt; de straten liepen de landerijen in. Op 1 januari 1921 annexeerde gemeente Amsterdam de gemeente Watergraafsmeer. Ze heeft ruimte nodig voor woningbouw, maar economische crisis hield de bebouwing op. Wel is Amsterdam genoodzaakt de straatnaam te wijzigen. Amsterdam heeft namelijk al in de Transvaalbuurt een De Wetstraat. Amsterdam vernoemde alle straten in dit buurtje naar wetenschappers; de De Wetstraat werd Fahrenheitstraat naar Gabriel Fahrenheit. Aan het eind van de Fahrenheitstraat kwamen de scholen te staan voor de opgroeiende jeugd. In de straat veranderde sinds de inrichting eigenlijk nauwelijks iets; wel werd een deel van de oorspronkelijke bebouwing gesloopt om plaats te maken voor nieuwbouw; een van de scholen werd gesloopt ten faveure van verzorgingstehuis Open Hof.
In de 21e eeuw begint de straat aan de Weesperzijde, dat hier als straat veel dieper ligt ten opzichte van de Weespertrekvaart dan het bijbehorend pad. Ze loopt vervolgens naar het noordoosten om te eindigen op de westelijke afwateringstocht van de Gooiseweg.
Er rijdt geen openbaar vervoer door de buurt, daarvoor zijn de straten te nauw en hoeken te krap.

## Gebouwen
De geschiedenis van de straat is terug te vinden in de bebouwing. De meeste bebouwing heeft twee bouwlagen, behalve genoemd verzorgingscentrum dat er meerdere heeft, maar ook aan de rand van de wijk staat. De bouwstijl is overwegend 19e-eeuws, aan het eind van de straat uit de jaren twintig van de 20e eeuw. Ter hoogte van huisnummers 94 staat een blokje nieuwere bouw uit circa 1984. Er zijn weinig opvallende gebouwen. Twee blokjes springen eruit:
- Fahrenheitstraat 72-90 is ontworpen door Zeeger Gulden en Melle Geldmaker en dateert uit 1924
- Farhenheitstraat 99 is een voormalig schoolgebouw ontworpen door Huibertus Bonda. Er werd in 1919 gewerkt aan de fundering, maar de bouw werd niet afgemaakt. Pas in juli 1922 kon de school geopend worden als Prinses Juliana School. De vertraging in de bouw is deels terug te vinden in het naamtableau Prinses Juliana School; versieringen zijn uitgevoerd in de stijl van de art nouveau, nog gangbaar in de jaren tien, maar terzijde geschoven in de jaren twintig.[1][2][3] Met het vertrek van jeugd uit de wijk kwam de school leeg te staan en werd het verbouwd tot kantoren.

## Kunst
Er zijn vier uitingen van kunst in de openbare ruimte te vinden:
- een artistieke zonnewijzer aan de gevel van huisnummer 1 (volgens overlevering van een plaatselijke smid)
- het tegeltableau aan de school bij huisnummer 99
- Dikke vrindjes van Taeke Friso de Jong bij verzorgingstehuis
- Vanitasborden van Peter Baren bij verzorgingstehuis

## Afbeeldingen

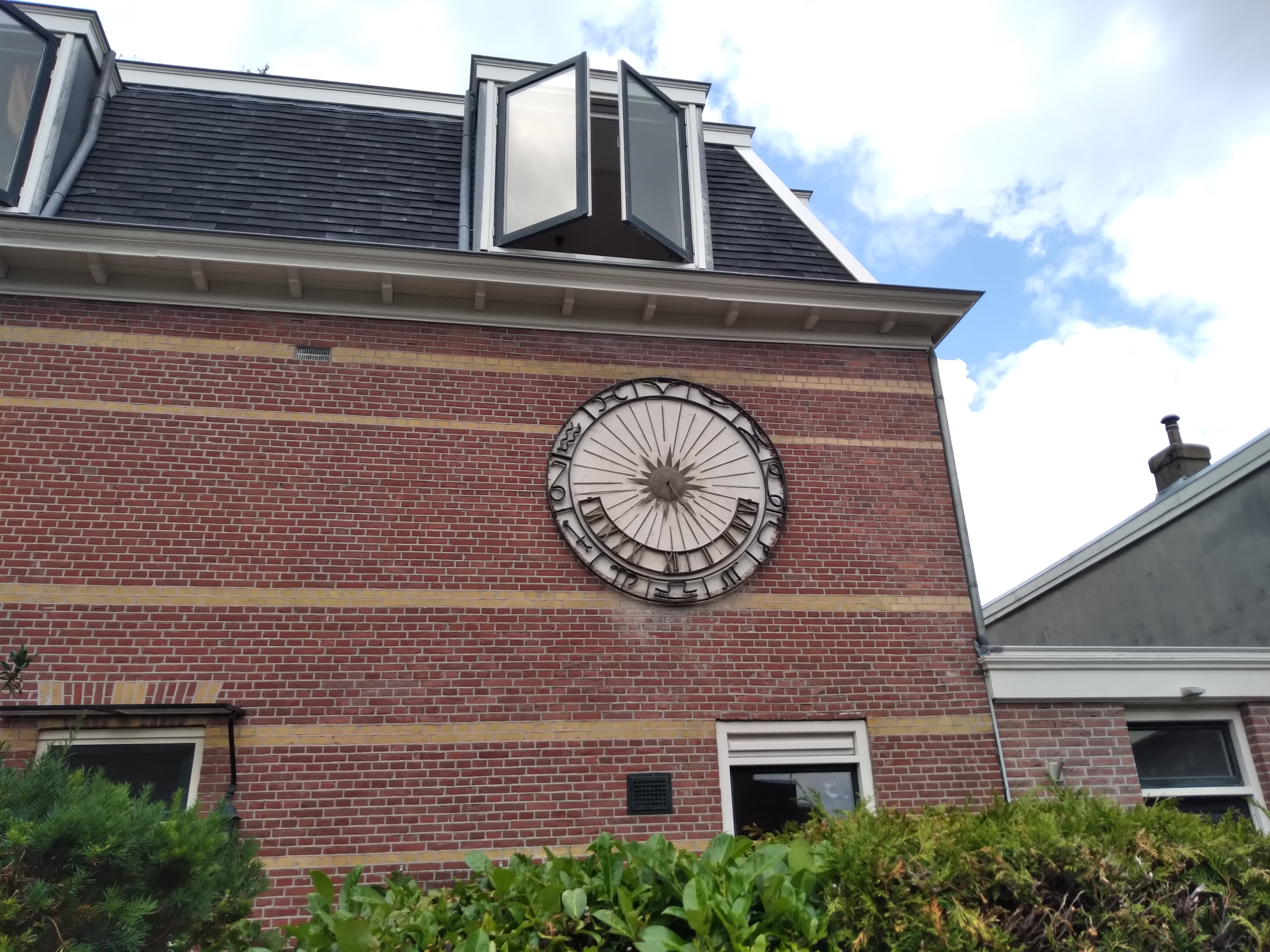
Zonnewijzer bij nr 1 (juli 2021)
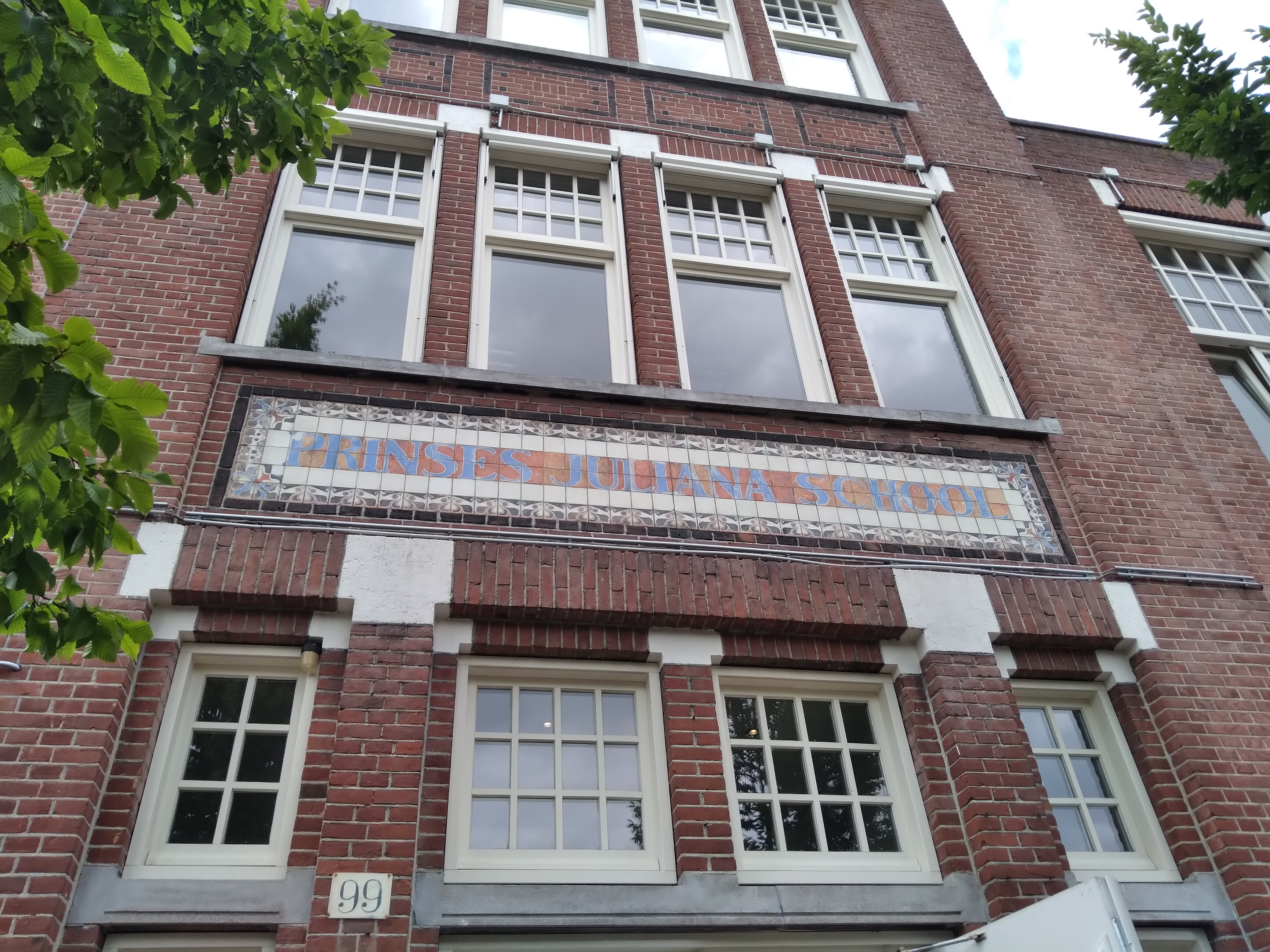
Tegeltableau (nr 99) (juli 2021)
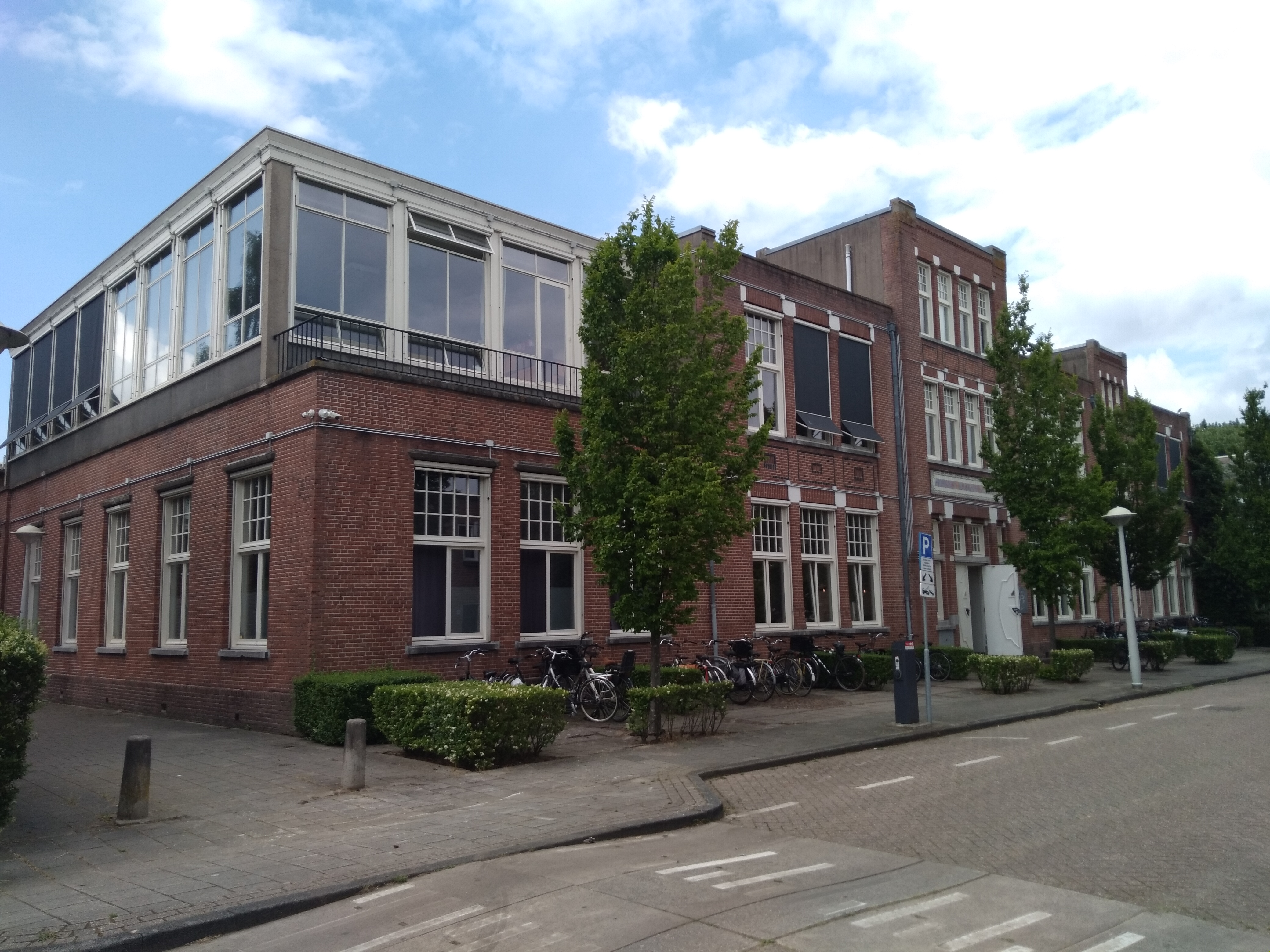
School nr. 99 (juli 2021)
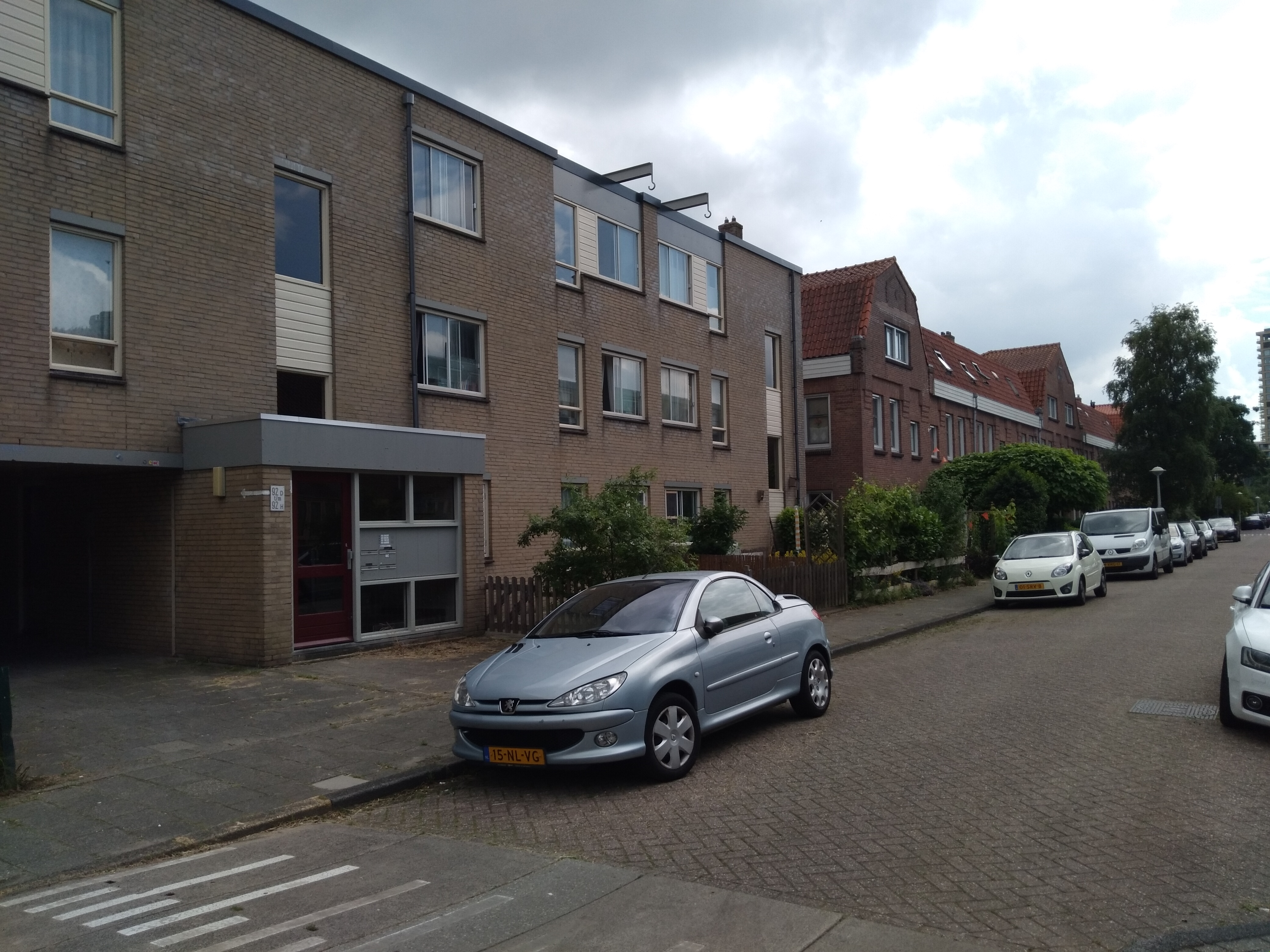
Rechts werk van Gulden en Geldmaker, links nieuwbouw (juli 2021)